# (1032) Pafuri
(1032) Pafuri és un asteroide pertanyent al cinturó d'asteroides descobert per Harry Edwin Wood el 30 de maig de 1924 des de l'observatori Unió de Johannesburg, República Sudaficana.
Inicialment es va designar com 1924 SA. Més tard va ser anomenat pel Pafuri, un riu de la República Sudafricana.
Orbita a una distància mitjana de 3,128 ua del Sol, podent allunyar-se'n fins a 3,576 ua. La seva inclinació orbital és 9,478° i l'excentricitat 0,1433. Empra 2020 dies a completar una òrbita al voltant del Sol.